# Druga Komisja José Manuela Barroso
Druga Komisja José Manuela Barroso – Komisja Europejska, która działalność rozpoczęła 9 lutego 2010 (w momencie zatwierdzenia jej składu przez Parlament Europejski). Jej przewodniczącym był José Manuel Barroso.
Nowa Komisja miała rozpocząć urzędowanie w listopadzie 2009, jednak jej zatwierdzenie zostało wstrzymane w związku z opóźnieniem ratyfikacji traktatu lizbońskiego, a następnie wycofaniem się bułgarskiej kandydatki na stanowisko komisarza. Do czasu zatwierdzenia sprawami bieżącymi kierowała ustępująca Komisja.

## Skład Komisji Europejskiej
| Nazwisko              | Narodowość      | Stanowisko |
| --------------------- | --------------- | --- |
| José Manuel Barroso   | Portugalia      | Przewodniczący Komisji Europejskiej |
| Catherine Ashton      | Wielka Brytania | Pierwsza wiceprzewodnicząca. Wysoki przedstawiciel Unii do spraw zagranicznych i polityki bezpieczeństwa                                                                                          |
| Joaquín Almunia       | Hiszpania       | Wiceprzewodniczący. Komisarz ds. konkurencji |
| Siim Kallas           | Estonia         | Wiceprzewodniczący. Komisarz ds. transportu |
| Neelie Kroes          | Holandia        | Wiceprzewodnicząca. Komisarz ds. agendy cyfrowej |
| Viviane Reding        | Luksemburg      | Wiceprzewodnicząca. Komisarz ds. sprawiedliwości, praw podstawowych i obywatelstwa do 1 lipca 2014. 16 lipca 2014 zastąpiła ją Martine Reicherts (wyłącznie na stanowisku komisarza)              |
| Maroš Šefčovič        | Słowacja        | Wiceprzewodniczący. Komisarz ds. stosunków międzyinstytucjonalnych i administracji |
| Antonio Tajani        | Włochy          | Wiceprzewodniczący. Komisarz ds. przemysłu i przedsiębiorczości do 1 lipca 2014. 16 lipca 2014 zastąpił go Ferdinando Nelli Feroci (wyłącznie na stanowisku komisarza)                            |
| László Andor          | Węgry           | Komisarz ds. zatrudnienia, spraw społecznych i włączenia społecznego |
| Michel Barnier        | Francja         | Komisarz ds. rynku wewnętrznego i usług |
| Dacian Cioloș         | Rumunia         | Komisarz ds. rolnictwa i rozwoju obszarów wiejskich |
| Tonio Borg            | Malta           | Komisarz ds. zdrowia (od 28 listopada 2012, do 1 lipca 2013 jako komisarz ds. zdrowia i polityki konsumenckiej). Zastąpił Johna Dalliego, który podał się do dymisji z dniem 16 października 2012 |
| Maria Damanaki        | Grecja          | Komisarz ds. gospodarki morskiej i rybołówstwa |
| Štefan Füle           | Czechy          | Komisarz ds. rozszerzenia i polityki sąsiedztwa |
| Máire Geoghegan-Quinn | Irlandia        | Komisarz ds. badań, innowacji i nauki |
| Kristalina Georgijewa | Bułgaria        | Komisarz ds. współpracy międzynarodowej, pomocy humanitarnej i reagowania kryzysowego |
| Karel De Gucht        | Belgia          | Komisarz ds. handlu |
| Connie Hedegaard      | Dania           | Komisarz ds. działań w dziedzinie klimatu |
| Johannes Hahn         | Austria         | Komisarz ds. polityki regionalnej |
| Janusz Lewandowski    | Polska          | Komisarz ds. budżetu i programowania finansowego do 1 lipca 2014. 16 lipca 2014 zastąpił go Jacek Dominik                                                                                         |
| Cecilia Malmström     | Szwecja         | Komisarz do spraw wewnętrznych |
| Günther Oettinger     | Niemcy          | Komisarz ds. energii |
| Andris Piebalgs       | Łotwa           | Komisarz ds. rozwoju |
| Janez Potočnik        | Słowenia        | Komisarz ds. środowiska |
| Olli Rehn             | Finlandia       | Komisarz do spraw gospodarczych i walutowych do 1 lipca 2014. 16 lipca 2014 zastąpił go Jyrki Katainen                                                                                            |
| Algirdas Šemeta       | Litwa           | Komisarz ds. podatków i unii celnej, audytu i zwalczania nadużyć finansowych |
| Andrula Wasiliu       | Cypr            | Komisarz ds. edukacji, kultury, wielojęzyczności i młodzieży |
| Neven Mimica          | Chorwacja       | Komisarz ds. polityki konsumenckiej (od 1 lipca 2013) |

W pierwotnym, proponowanym przez José Barroso, składzie Komisji Europejskiej Bułgarię miała reprezentować Rumjana Żelewa, obejmując tekę komisarza ds. pomocy humanitarnej. Po informacjach ujawnionych przez „Financial Times Deutschland”, że Bułgarka w swoim oświadczeniu majątkowym miała zataić dochody z kilku przedsiębiorstw, z którymi była związana, 19 stycznia Rumjana Żelewa wydała oświadczenie, w którym rezygnowała z ubiegania się o to stanowisko. Ponadto w czasie przesłuchania jej w Parlamencie Europejskim zarzucono jej brak przygotowania merytorycznego do tej funkcji. Socjaliści, liberałowie i zieloni zadeklarowali, że zagłosują przeciwko całemu składowi KE, jeśli jej kandydatura nie zostanie wycofana. Na jej miejsce rząd Bułgarii wskazał Kristalinę Georgievą, pełniącą funkcję wiceprezesa Banku Światowego.
1 lipca 2014 czterech komisarzy zrezygnowało z funkcji w związku z objęciem mandatów w Europarlamencie VIII kadencji.